# سيجراز
سيجراز قرية سوريّة تتبع إداريّاً لمحافظة حلب منطقة أعزاز ناحية مركز أعزاز، بلغ تعداد سكانها 735 نسمة حسب التعداد السكاني لعام 2004.